# Linha 6 do Tramway d'Île-de-France
A linha 6 do Tramway d'Île-de-France., abreviada como linha T6, é uma linha de bondes em pneus em serviço, em 13 de dezembro de 2014 Com 14 quilômetros, ela liga a estação de metrô Châtillon - Montrouge (linha 13) à estação de Viroflay-Rive-Droite (Transilien Paris Saint-Lazare), graças a uma primeira extensão em 28 de maio de 2016 de Robert Wagner a Viroflay-Rive-Droite.

## História

### Cronologia
- 15 de junho a 6 de julho de 2001: consulta prévia
- 17 de janeiro a 19 de fevereiro de 2005: levantamento de utilidade pública
- 9 de fevereiro de 2006: publicação do decreto de utilidade pública
- 2011: início da construção (parte subterrânea)
- 13 de dezembro de 2014: o comissionamento de Châtillon - Montrouge à Robert Wagner
- 28 de maio de 2016 - extensão de Robert Wagner a Viroflay-Rive-Droite

#### Nascimento do projeto
O projeto foi inscrito no contrato de plano Estado-Região em 2000. A consulta prévia foi realizada de 15 de junho a 6 de julho de 2001 e o esquema de princípio do projeto foi realizado de maio a outubro de 2002. Foi aprovado em 10 de outubro de 2002 pelo Syndicat des transports d'Île-de-France (STIF).
A investigação da utilidade pública do projeto se desenrolou de 17 de janeiro a 19 de fevereiro de 2005 e o decreto de utilidade pública do projeto foi publicado em 9 de fevereiro de 2006. A aquisição fundiária e dos trabalhos preparatórios (deslocamento das redes de água, de saneamento, de electricidade, de gás, de telecomunicações) iniciaram em 2007.

#### Tramway chamado T6
Em 10 de dezembro de 2008, o STIF aprovou o financiamento do projeto e decidiu atribuir o número "6" nessa linha em 11 de fevereiro de 2009. O registro preliminar de segurança, que apresenta a estrutura que permitirá o tráfego futuro com segurança, foi aprovado em 5 de maio de 2009.

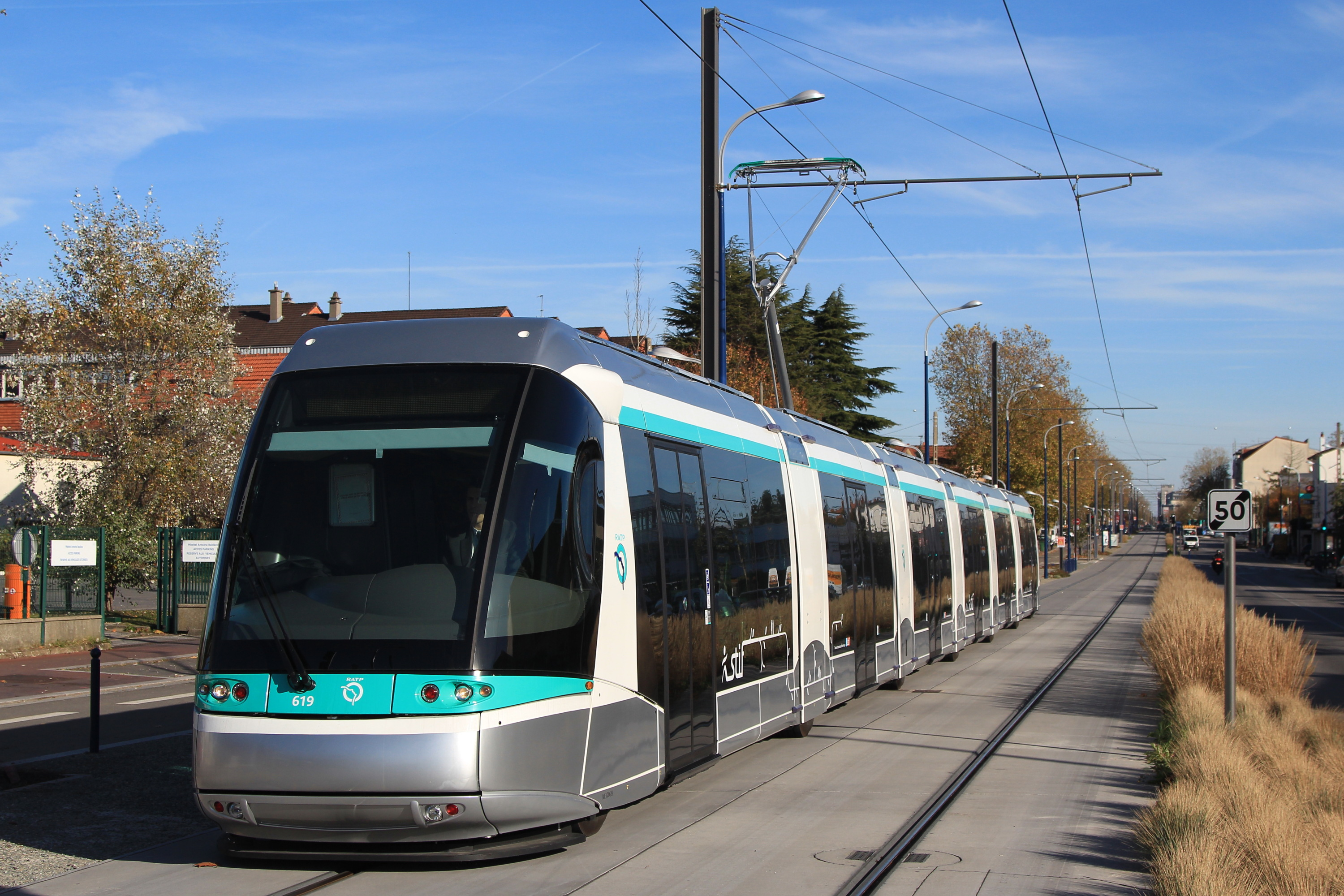
Um tramway em ensaio perto da estação Hôpital Béclère.

### Inauguração

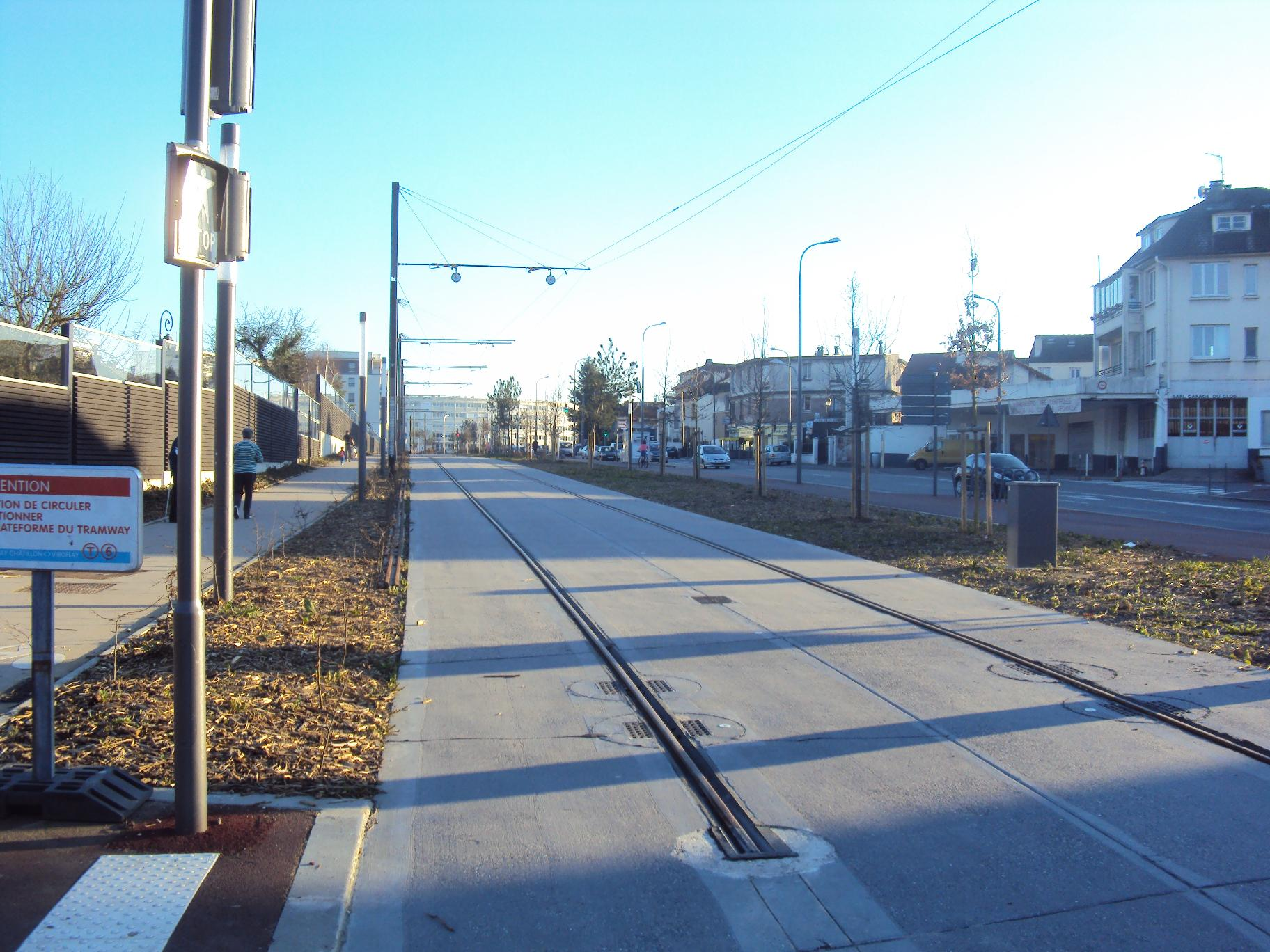
Fim provisório da linha.

O teste da linha começou em 24 de fevereiro de 2014, em um primeiro momento entre Robert Wagner e  Divisão Leclerc. Em um segundo momento, a partir de 2 de abril de 2014, eles seguiram até Châtillon - Montrouge.. A linha foi inaugurada no dia 13 de dezembro de 2014, em sua seção de superfície, de Châtillon - Montrouge a Robert Wagner. Um ano e meio mais tarde, em 28 de maio de 2016, a seção subterrânea, de Vélizy a Viroflay-Rive-Droite foi inaugurada por sua vez. Sua inauguração aconteceu em 11 de junho de 2016
Esta linha é um dos primeiros tramways sobre pneus com trens de seis carros.

## Estações

Plano da linha.

- Châtillon - Montrouge
- Vauban
- Centre de Châtillon
- Parc André Malraux
- Division Leclerc
- Soleil Levant
- Hôpital Béclère
- Mail de la Plaine
- Pavé Blanc
- Georges Pompidou
- Georges Millandy
- Meudon-la-Forêt
- Vélizy
- Dewoitine
- Inovel Parc Nord
- Louvois
- Mairie de Vélizy
- L'Onde
- Robert Wagner
- Viroflay-Rive-Gauche
- Viroflay-Rive-Droite